# 天童南駅
天童南駅（てんどうみなみえき）は、山形県天童市芳賀タウン北6丁目にある東日本旅客鉄道（JR東日本）奥羽本線の駅である。「山形線」の愛称区間に含まれている。

## 歴史
天童市がJR東日本に要望して設置された請願駅である。民営化後の奥羽本線（山形線）では初の新駅となる。

### 年表
- 2013年（平成25年）10月4日：JR東日本仙台支社と天童市が新駅整備に関して基本協定を締結[新聞 4]。
- 2014年（平成26年）
  - 3月12日：国土交通省東北運輸局が正式に設置を認可[新聞 2]。
  - 3月19日：駅名が「天童南駅」に決定[新聞 5]。
  - 8月29日：着工[新聞 6]。
- 2015年（平成27年）3月14日：開業[報道 1][新聞 1]。
- 2024年（令和6年）
  - 3月16日：ICカード「Suica」の利用が可能となる[報道 2][報道 3]。
  - 10月1日：えきねっとQチケのサービスを開始[1][報道 4]。

## 駅構造
単式ホーム1面1線を有する地上駅で、開業当初からの無人駅である（山形駅管理）。待合室の中に自動券売機を有する。また、簡易Suica改札機が設置されている。
土休日は駅員（北山形駅担当）を配置し出札業務を行うため、ワンマン列車も有人扱いになる。なお、冬季間は不在となる。

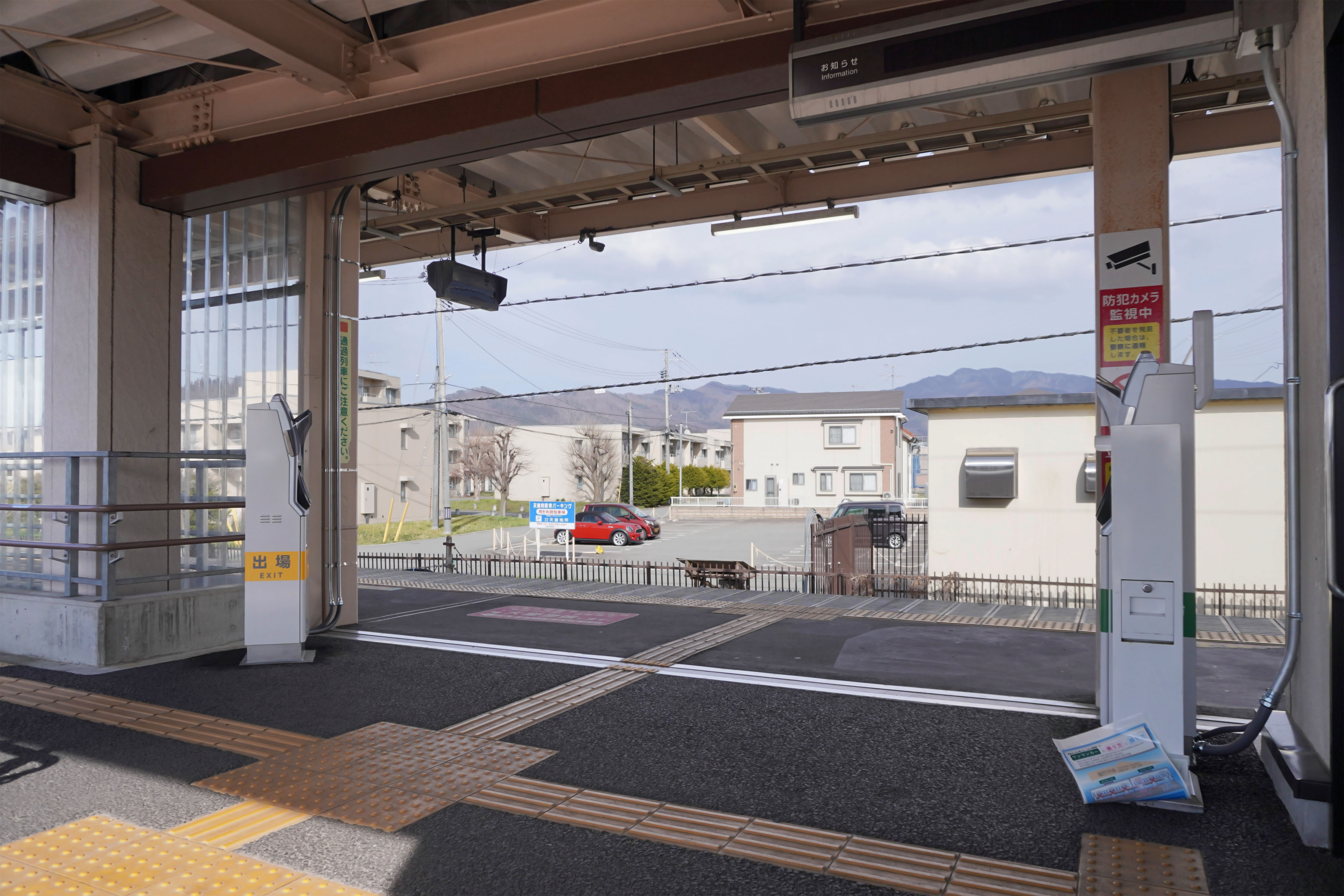
改札口（2024年3月）
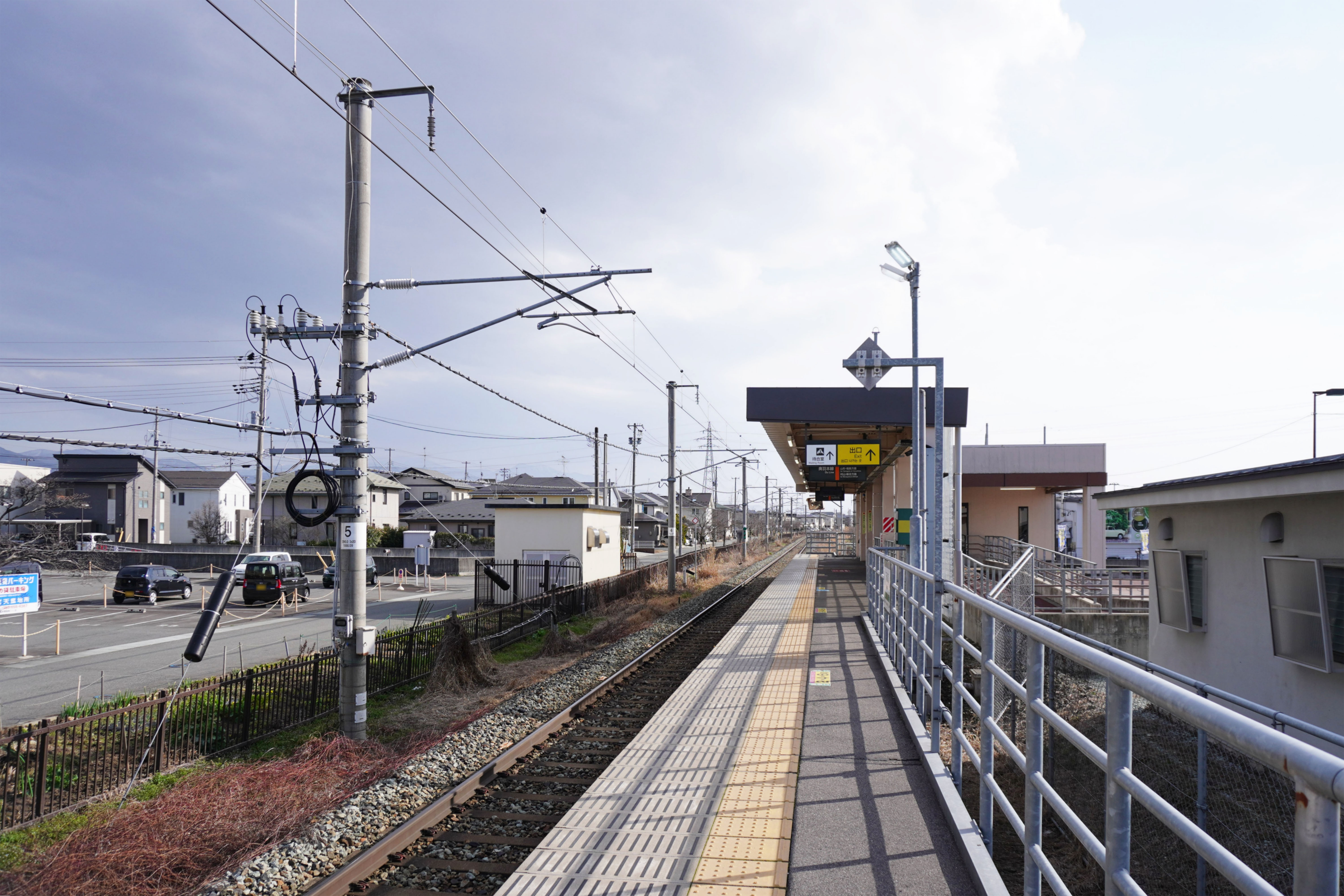
ホーム（2024年3月）

## 駅周辺
- 天童警察署天童南駅前交番[2]
- イオンモール天童[新聞 1][新聞 3]
- ららパーク天童
- 山形県総合運動公園
  - 陸上競技場（NDソフトスタジアム山形）[新聞 1][新聞 3]
- 天童市市営バス（山交バス）「天童南駅」停留所 - 寒河江駅前行き（一部便は寒河江市立病院行き）

## 隣の駅
東日本旅客鉄道（JR東日本）
■山形線（奥羽本線）
高擶駅 - 天童南駅 - 天童駅

### 報道発表資料
1. 1 2  『2015年3月ダイヤ改正について』（PDF）（プレスリリース）東日本旅客鉄道仙台支社、2014年12月19日。オリジナルの2014年12月19日時点におけるアーカイブ。2024年9月18日閲覧。
2. ↑  『山形県のSuica利用がますます便利になります!』（PDF）（プレスリリース）東日本旅客鉄道東北本部、2023年12月15日。オリジナルの2023年12月15日時点におけるアーカイブ。2023年12月15日閲覧。
3. ↑  『山形県におけるSuicaご利用駅の拡大について』（PDF）（プレスリリース）東日本旅客鉄道仙台支社、2022年7月22日。オリジナルの2022年7月22日時点におけるアーカイブ。2022年7月22日閲覧。
4. ↑  『Suicaエリア外もチケットレスで! 東北エリアから「えきねっとQチケ」がはじまります』（PDF）（プレスリリース）東日本旅客鉄道、2024年7月11日。オリジナルの2024年7月11日時点におけるアーカイブ。2024年8月4日閲覧。

### 新聞記事
1. 1 2 3 4 5  野間口陽「JR天童南駅：新駅開業、盛大に祝う 県内49年ぶり イオンやモンテ観戦便利に」『毎日新聞』毎日新聞社、2015年3月15日。
2. 1 2 3  鈴木健太「JR奥羽線：新駅「天童南駅」認可 来年3月開業予定」『毎日新聞』毎日新聞社、2014年3月20日。
3. 1 2 3 4  「JR天童南駅が開業 モンテ本拠最寄り 新駅49年ぶり」『朝日新聞』朝日新聞社、2015年3月15日。
4. 1 2  「NDスタ近郊に新駅 移転議論に影響か JR奥羽線」『河北新報』2013年10月4日。オリジナルの2013年10月5日時点におけるアーカイブ。2014年3月25日閲覧。
5. ↑  「奥羽本線、来年3月に新駅オープン 名称は「天童南」・市長表明」『山形新聞』2014年3月20日。オリジナルの2014年3月20日時点におけるアーカイブ。2014年3月25日閲覧。
6. ↑  「JR天童南駅、きょう着工」『朝日新聞』朝日新聞社、2014年8月29日。